# Rathaus (Preußisch Holland)

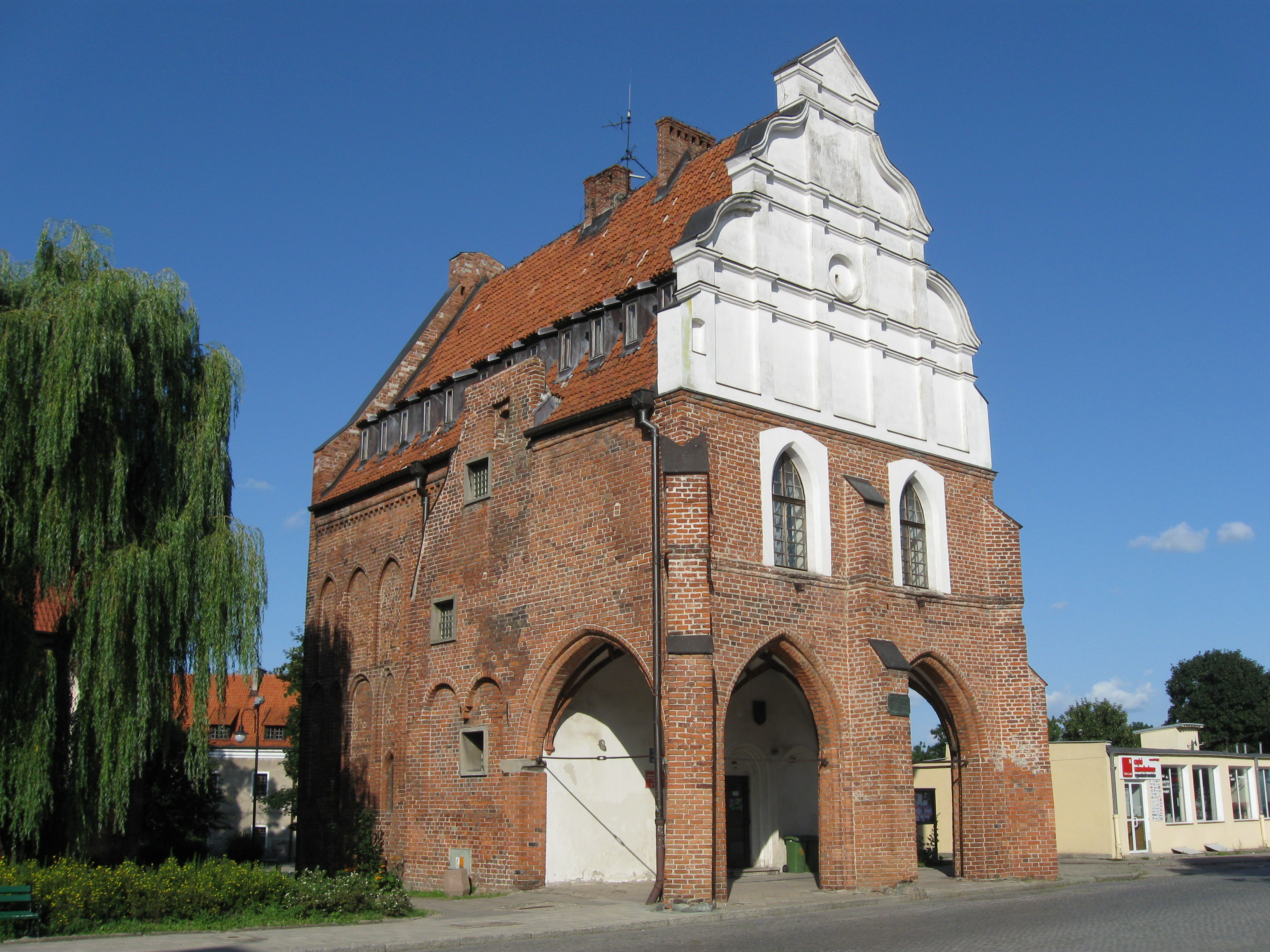
Rathaus in Preußisch Holland

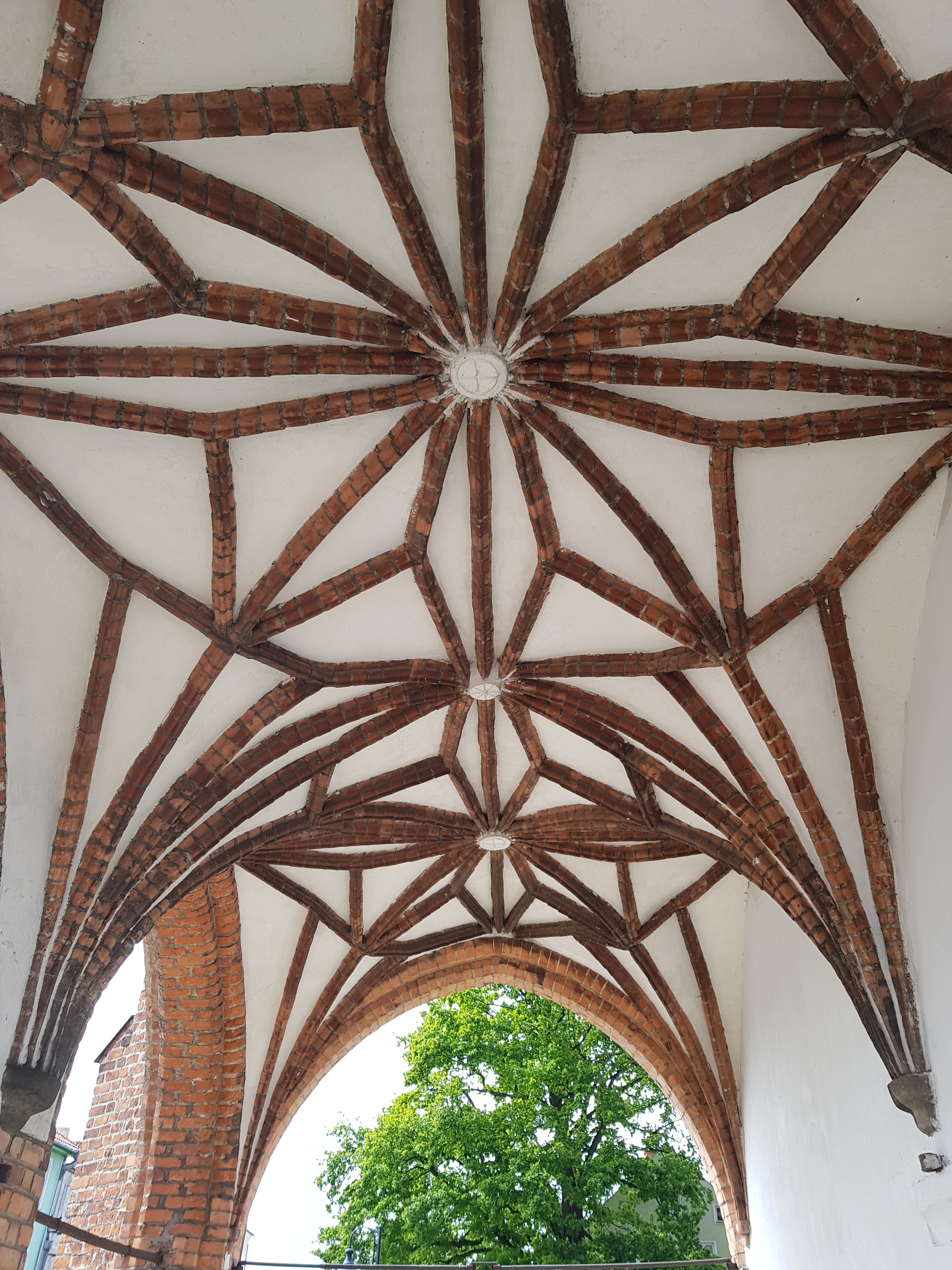
Sterngewölbe des Laubengangs

Das Rathaus in Preußisch Holland in Ostpreußen, heute die  polnische Stadt Pasłęk im Powiat Elbląski in der Woiwodschaft Ermland-Masuren, wurde ursprünglich im zweiten Viertel des 14. Jahrhunderts errichtet. Das Rathaus ist ein geschütztes Kulturdenkmal.
Das Rathaus geht auf die Zeit des Deutschen Ordens zurück. Das Gebäude wurde in der Mitte des 15. Jahrhunderts um einen Laubenvorbau erweitert. Das Sterngewölbe des Laubengangs entstand um 1500. 
Das Rathaus fiel wie die Pfarrkirche auch dem großen Stadtbrand von 1543 zum Opfer und wurde danach wiedererrichtet.